# Cizre
Cizre – miasto w Turcji w prowincji Şırnak.
Według danych na rok 2011 miasto zamieszkiwało 104 844 osób.
W mieście znajduje się oddany do użytku w 1998 stadion Cizre Ilce Stadi, na którym swoje mecze rozgrywa drużyna piłkarska Cizrespor. Stadion może pomieścić 2 400 widzów. W mieście został stracony syryjski biskup Flawian Michał Melki. 20 lipca 2021 roku w mieście odnotowano najwyższą w historii kraju temperaturę w cieniu 49,1 °C.